# Monsieur... Rien !
Monsieur… Rien ! Aventures extraordinaires d'un homme invisible est un roman affilié à la littérature merveilleuse-scientifique de l'écrivain français Louis Boussenard. Ce roman, publié en 1907 par le Journal des voyages, aborde le thème en vogue au début du XXe siècle de l'homme invisible.

## Intrigue
Après avoir mis au point un procédé chimique permettant de devenir invisible, le professeur Lobanof teste sa formule sur Yégor, l'un de ses étudiants. Cependant, celui-ci est en réalité un anarchiste qui profite de son invisibilité pour assassiner quelques dignitaires russes et faire chanter son professeur pour obtenir la main de sa fille.

## Autour de l'œuvre
Pour constituer l'intrigue de Monsieur… Rien !, Louis Boussenard s'inspire du roman L'Homme invisible de H. G. Wells. Cette réutilisation du thème de « l'homme invisible » n'est pas originale, puisque le roman de l'écrivain britannique a inspiré de nombreux romanciers français dans le premier quart du XXe siècle, parmi lesquels Jules Verne et  Le Secret de Wilhelm Storitz (1910), Paul d'Ivoi et Les Dompteurs de l'or (1912), Jean de la Hire Joe Rollon, l'autre homme invisible (1919) ou encore Maurice Renard et L'Homme qui voulait être invisible (1923).
Louis Boussenard a connu une désaffection du public après la guerre, si bien que son roman ne fut réédité que quatre-vingt-quatre ans plus tard par les éditions Recto-Verso. Néanmoins, toute son œuvre fut traduite et éditée en Russie dans les années 1990, dont Monsieur… Rien ! en 1997.
Jacques Prévert cite ce roman populaire dans le texte « Enfance » publié en 1959 dans l'hebdomadaire Elle : « Il y avait aussi « La Vie d'aventures », une collection merveilleuse : l'un des fascicules s’appelait Monsieur Rien. C'était l'histoire d'un homme invisible qui voulait tuer l'empereur de Russie. »

## Publication française
- Journal des voyages, coll. « La Vie d'aventures » no 5, 1907 (ill. Georges Conrad).
- Éditions Recto-Verso, coll. « Ides et Autres » no 27, 1991, sous le titre raccourci Monsieur... Rien !